# Librarius
A la Roma antiga, un librarius (en llatí plural librarii) podia ser un copista, un secretari o una persona que mantenia al dia els llibres de l'administració imperial. Es tractava generalment d'esclaus de l'emperador.
Trobem inscripcions epigràfiques testimonis de l'existència de librarii a les grans ciutats de l'antiguitat com Roma, Cartago, etc, així com a qualques stationes: cas de Cularo, a la Gàl·lia.
També s'anomenaven librarii els lectors en veu alta o recitadors (anagnostes). Cal distingir els librarii dels escribes públics (scribae), que eren sempre homes lliures i que també s'anomenaven així.
Entre els esclaus librarii es podien distingir tres tipus:
1. Els que copiaven els llibres, anomenats scriptores librarii per Horaci[4] Aquests librarii també eren anomenats antiquarii, o, més correctament, els antiquarii eren una classe especial de librarii hàbils en la lectura i la còpia d'antics manuscrits. També es donava el nom de librarii als esclaus que s'encarregaven de les biblioteques, i als que confeccionaven els rotlles de llibres, més pròpiament anomenats glutinatores, diu Ciceró.[5]
2. Librarii a studiis eren els esclaus que els seus amos utilitzaven al treballar per fer extractes de llibres, etc. A aquesta classe pertanyien els notarii, o escriptors taquigràfics, que podien escriure ràpidament tot allò que els dictaven els seus mestres.
3. Librarii ab epistolis, que tenien com a ocupació principal escriure les cartes que els dictava el seu amo. A aquesta classe pertanyien els esclaus anomenats ad munum, a manu o amanuenses.[3]